# Cream (Lied)
Cream ist ein Lied von Prince und seiner Begleitband The New Power Generation aus dem Jahr 1991.

## Entstehung und Veröffentlichung
Getextet, komponiert und produziert wurde das Lied gemeinsam von den Interpreten Princen und allen Mitgliedern der New Power Generation. Die Aufnahmen fanden am 3. Dezember 1990 statt. Im Jahr 2004 scherzte Prince in einer Sendung auf MTV, dass er Cream schrieb, als er sich selbst im Spiegel ansah.
Die Erstveröffentlichung von Cream erfolgte als Single am 9. September 1991 bei Paisley Park. Diese erschien am gleichen Tag als 7″-Single mit der B-Seite Horny Pony (Katalognummer: 5439-19175-7), CD-Maxi-Single die um den Titel Gangster Glam erweitert wurde (Katalognummer: 9362-40213-2) sowie als CD-Maxi-Digipak, das aus insgesamt neun Liedern besteht, darunter zwei verschiedene Version zu Cream (Katalognummer: 9 40197-2). Am 27. September desselben Jahres erschien das Lied als Teil von Princes 13. Studioalbum Diamonds and Pearls (Katalognummer: 7599-25379-2).

## Musikvideo
Das Video entstand zwischen dem 31. Mai und 6. Juni 1991 in der Los Angeles Union Station, unter Regie von Rebecca Blake, mit einer Choreografie von Sean Cheesman. Die Originalfassung ist 9:20 Minuten lang und enthält ein Intro, das 5:14 Minuten lang ist, bevor der Lied beginnt. Gemäß Blake waren einige Szenen im Intro improvisiert, wie beispielsweise Szenen in einem Barbiersalon und in einem Restaurant. Zudem mussten die für die Bandmitglieder von The New Power Generation bereits fertiggestellten Dialoge umgeschrieben werden, weil die Band argumentierte: „So sprechen wir nicht“. Stilistisch mischt das Video Kostüme, Requisiten und Hintergründe aus den 1930er Jahren mit damals zeitgenössischen Hip-Hop-Figuren und scheint von Werken von Busby Berkeley inspiriert worden zu sein. Abgesehen von der Originalfassung existiert auch eine auf sechs Minuten gekürzten Fassung.

## Rezeption
Larry Flick von Billboard bemerkte, dass nach dem gewagten Gett Off ein ebenso sexy Pop/Rocker komme, der an Get It On von T. Rex erinnerw. Er fügte hinzu: „Militaristische Drum-Beats, ein unerschütterlicher Refrain und schlangenartige Gitarren- und Keyboardlinien summieren sich zu einer ziemlich guten Wette auf die Akzeptanz mehrerer Formate“.
David Browne von Entertainment Weekly beschrieb es als ein Standard-Funk-Workout mit gewagten Texten wie: „U got the horn also why don’t U blow it!“
George Caplan von Melody Maker lobte es als eine exzellente Single, mit ihren geisterhaften Hendrix-Gitarren, die über bloßes Pastiche hinausgehen würden. Everett True von Melody Maker schrieb: „Cream ist ein düsterer, gewöhnlicher Funk, mit nur gelegentlich geglätteten Gesängen, um es zu empfehlen“.
Das paneuropäische Magazin Music & Media kommentierte: „Könnte diese zweite Single des neuen Albums Diamonds and Pearls ein Überbleibsel der nie realisierten Zusammenarbeit zwischen Prince und Bonnie Raitt sein?“ Sie kamen zu dem Schluss: „Dieser grundlegende R&B-Song ist definitiv seine beste Single seit Alphabet St. von 1988“.
Ein Rezensent des People Magazins bezeichnete es als herb und bluesig. Scott Poulson-Bryant von Spin bezeichnete es als poppigen Glam-Rock.
David Fricke vom Rolling Stone beschrieb es als Kiss mit einem garagenartigen funkadelic Kick. Ein anderer Redakteur des Rolling Stone meinte, das Lied sei unglaublich verführerisch.

## Kommerzieller Erfolg

### Chartplatzierungen
Cream avancierte zum Nummer-eins-Hit in den US-amerikanischen Billboard Hot 100, dem fünften und letzten für Prince.
| ChartsChartplatzierungen       | Höchstplatzierung | Wochen |
| ------------------------------ | ----------------- | ------ |
| Deutschland (GfK)              | 21 (22 Wo.)       | 22     |
| Österreich (Ö3)                | 4 (18 Wo.)        | 18     |
| Schweiz (IFPI)                 | 3 (15 Wo.)        | 15     |
| Vereinigte Staaten (Billboard) | 1 (20 Wo.)        | 20     |
| Vereinigtes Königreich (OCC)   | 15 (7 Wo.)        | 7      |

| ChartsJahrescharts (1991)      | Platzierung |
| ------------------------------ | ----------- |
| Vereinigte Staaten (Billboard) | 66          |

| ChartsJahrescharts (1992) | Platzierung |
| ------------------------- | ----------- |
| Österreich (Ö3)           | 24          |

### Auszeichnungen für Musikverkäufe
| Land/Region               | Auszeichnungen für Musikverkäufe (Land/Region, Auszeichnung, Verkäufe) | Verkäufe |
| ------------------------- | ---------------------------------------------------------------------- | -------- |
| Australien (ARIA)         | Platin                                                                 | 70.000   |
| Vereinigte Staaten (RIAA) | Gold                                                                   | 500.000  |
| Insgesamt                 | 1× Gold · 1× Platin ·                                                  | 570.000  |

Hauptartikel: Prince/Auszeichnungen für Musikverkäufe

## Coverversionen
- 2000: Inga Lühning
- 2012: Dick Brave and the Backbeats (Live-Medley mit Kiss)